# Vektor CR-21
Das Vektor CR-21 ist ein südafrikanisches Sturmgewehr.

## Allgemein
Die Konstruktion dieser Waffe basiert auf dem israelischen Galil. Das Gewehr wurde im Bullpup-Design entwickelt, bei dem das Magazin und das Verschlusssystem hinter dem Abzug liegen. Dadurch können verhältnismäßig kurze Waffen bei vergleichbaren technischen Leistungen wie herkömmliche Sturmgewehre gebaut werden. Das Gehäuse der Waffe wurde aus einem hochfesten Polymer gegossen. Zum Zerlegen der Waffe muss lediglich der Trageriemen gelöst werden, dann erhält man zwei größere Teile. Der vordere Teil beinhaltet den Lauf und das Abzugsystem, und der hintere Teil den Verschluss und die Schulterstütze. Die Sicherung und der Wahlhebel für die Feuerart befinden sich hinten an der Schulterstütze und können vom Schützen mit der linken Hand bedient werden.

## Zielsystem
Wie das deutsche HK G36 verfügt das CR-21 über ein Reflexvisier. Das Visier sitzt in einem 1 cm × 3 cm großen Kunststoffblock auf der Waffe. Es ist so konstruiert, dass es leicht restlichtverstärkend wirkt. Für den Kampf bei Nacht wird ein zusätzlicher passiver, monokularer Restlichtverstärker montiert. Gleichzeitig besteht die Möglichkeit, eine taktische Leuchte oder ein Laserzielgerät unter dem Lauf zu montieren.

## Zusatzgeräte
Wie für die meisten Sturmgewehre wurden auch für das CR-21 einige Zusatzgeräte produziert. So kann ein einschüssiger 40-mm-Granatwerfer angebracht werden. Es ist auch möglich, den Mündungsfeuerdämpfer durch einen Schalldämpfer zu ersetzen.